# Młyn w Strykowie (ulica Kolejowa)
Młyn w Strykowie – dawny młyn motorowy wybudowany w latach 20. XX w.  przy ulicy Kolejowej w Strykowie, w powiecie zgierskim, w województwie łódzkim.

## Historia
Młyn motorowy przy ul. Kolejowej w Strykowie wybudowano w końcu lat 20. XX w. jako budynek murowany z cegły, dwupiętrowy z nadbudówką, z dachem dwuspadowym krytym papą. Był poruszany silnikiem na koks-gaz ssany a okresowo również silnikiem na ropę. Był wyposażony w 4-5 par walców i urządzenia czyszczące. Był to młyn typu gospodarczego, pracował na potrzeby okolicznych mieszkańców, a także piekarń w Brzezinach i Łodzi. W okresie II wojny światowej był tylko okresowo czynny. Po 1945 r. nie wznowił pracy i był użytkowany jako magazyn zbożowy.